# 혁명 수출
혁명 수출(革命輸出, 영어: Exporting the revolution)란, 한 나라의 승리한 혁명 정부가 자신의 가치관(예를 들면 마르크스주의의 프롤레타리아 국제주의 등의 혁명적 국제주의)의 표현으로서 지배되지 않은 지역이나 다른 나라에서 유사한 혁명 를 촉진하기 위한 행동이다.

## 같이 보기
- 문화대혁명
- 민주주의 진흥
- 도미노 이론
- 프랑스 혁명
- 간섭주의
- 이란 혁명
- 정권 교체
- 혁명의 물결
- 러시아 혁명
- 만국의 노동자여, 단결하라!
- 세계혁명